# GoldenEye 007
GoldenEye 007 è un videogioco sparatutto in prima persona sviluppato da Rare e pubblicato nel 1997 per Nintendo 64, basato sul film del 1995: GoldenEye. 
Il gioco include una campagna in modalità giocatore singolo in cui il giocatore impersona James Bond, intento a combattere un'organizzazione criminale, la quale tenta di distruggere Londra con un'arma satellitare per causare un collasso finanziario mondiale. Oltre alla campagna, il gioco include una modalità multigiocatore in split screen, in cui un massimo di quattro giocatori possono sfidarsi in diversi tipi di deathmatch.

## Trama
La trama del gioco segue in maniera fedele gli eventi del film, con l'eccezione di alcuni livelli ambientati nel 1991, nel 1993 e nel presente, che non appaiono nella pellicola. Nel 1991, 5 anni dopo la sua fuga ad Arkhangelsk, Bond va ad investigare una stazione spaziale a Severnaya dove sta lavorando l'analista programmatore Boris Grishenko. Nel 1993 Bond investiga su test di lancio di un missile non programmato nel Kirzikistan, che si rivela una copertura per il lancio dell'arma satellitare GoldenEye. Nel presente, dopo una sua missione a Monte Carlo, Bond viene mandato ancora a Severnaya, ma viene catturato assieme alla programmatrice Natalya Simonova e scortati nelle prigioni del bunker. Il generale Ouromov attiva l'arma satellitare e imposta come obiettivo Severnaya, ma Bond e Natalya riescono a fuggire dall'impulso elettromagnetico. Infine Bond, dopo aver seminato caos al centro di controllo in Cuba, insegue Alec Trevelyan nelle caverne sotterranee per dirigersi all'antenna. Ci sono inoltre 2 missioni bonus, sbloccabili solo completando tutti i livelli del gioco a difficoltà massima, dedicate ai film di Roger Moore: la prima è basata sul film Moonraker - Operazione spazio, in cui l'obbiettivo è dirottare uno shuttle di Hugo Drax; la seconda è ambientata nel tempio El-Saghira da La spia che mi amava, in cui è possibile ottenere la pistola d'oro di Francisco Scaramanga de L'uomo dalla pistola d'oro; il boss finale è il Baron Samedi, uno degli antagonisti di Vivi e lascia morire.

## Sviluppo
Originariamente GoldenEye 007 era stato concepito per essere uno sparatutto sui binari ispirato a Virtua Cop, ma il progetto fu cambiato in uno sparatutto free-roaming.

## Accoglienza
GoldenEye 007 è stato acclamato dalla critica all'epoca della sua uscita ed è retrospettivamente considerato un'importante pietra miliare per la storia degli sparatutto in prima persona, dimostrando la possibilità di usufruire delle console per un genere che fino ad allora era prettamente relegato ai personal computer. È stato pioniere anche dell'introduzione di una campagna single-player d'autore, di fasi stealth e dell'innovativo multiplayer a quattro giocatori.
GoldenEye 007 ha avuto un successore spirituale, Perfect Dark, sempre sviluppato dalla Rare per il Nintendo 64. Nel 2010 è stato pubblicato un remake del gioco, pubblicato da Activision, per Wii e Nintendo DS, seguito poi dalle versioni per Xbox 360 e PlayStation 3, in cui James Bond non ha più le fattezze di Pierce Brosnan, ma quelle di Daniel Craig. 
Nel settembre 2022 è stato annunciata una versione rimasterizzata per Xbox One, che è stato distribuita il 27 gennaio 2023 su Xbox Game Pass. Inoltre, la versione originale per Nintendo 64 è stata distribuita contemporaneamente per Nintendo Switch tramite Nintendo Switch Online.